# Vanessa Rousso
Vanessa Ashley Rousso (White Plains, 5 febbraio 1983) è una giocatrice di poker statunitense con cittadinanza francese.
Figlia di madre statunitense e padre francese, è stata sposata con il giocatore di poker Chad Brown.
Laureata con il massimo dei voti alla Duke University, iniziò ad essere nota nell'ambiente del poker sportivo arrivando al tavolo finale nel WPT Championship nel 2006, classificandosi settima e portandosi a casa $ 263.625. Nel febbraio dello stesso anno divenne la più giovane giocatrice di sempre ad aver mai disputato un tavolo finale di un evento del Circuito delle WSOP, essendosi classificata al quinto posto nell'evento $ 1.500 No Limit Hold'em.
In giugno si piazzò ottava nel $5.000 Short Handed No Limit Hold'em delle WSOP 2006. Seguì poi la vittoria in un evento preliminare del WPT Borgata Poker Open, successo che le fruttò $ 285.450. Nel marzo 2009 chiuse al secondo posto l'NBC National Heads-Up Poker Championship di Las Vegas, vincendo $ 250.000.
Il suo risultato più importante è il 1º posto nell'EPT Monte Carlo High Roller del 2009, che le ha garantito una vincita di € 720.000.
Vanta 13 piazzamenti a premi alle WSOP, collezionati tra l'edizione 2005 e quella 2010.
Al 2015 la Rousso è finita a premio in parecchie eventi live di poker, riuscendo ad accumulare oltre $ 3.500.000 di vincite in carriera.